# Paulo César (football, 1949)
Pour les articles homonymes, voir Paulo César et César.
Paulo Lima César Caju, plus connu sous le nom de Paulo César, est un footballeur international brésilien né le 16 juin 1949 à Rio de Janeiro. Il a occupé le poste d’attaquant dans de nombreux clubs au Brésil et en France. Il a été sélectionné avec l’équipe du Brésil et a participé à la coupe du monde 1970 et 1974.
À noter que trois joueurs professionnels brésiliens sont connus sous le nom de Paulo César. Ne pas confondre avec Paulo César Arruda Parente, né en 1978, et Paulo César Carpeggiani, né en 1949, qui ont aussi fait une carrière professionnelle sous le nom de Paulo César. 
Lors d'un match de coupe du monde 1974 disputé contre l'équipe d'Argentine, il y avait d'ailleurs deux Paulo César dans l’équipe du Brésil : Paulo César Lima et Paulo César Carpeggiani.

## Biographie

### En club
Ayant avoir débuté à Botafogo, club avec lequel il remporte plusieurs fois le championnat de Rio, il connaît plusieurs autres équipes et remporte d’autres titres avec Fluminense et Grêmio Foot-Ball Porto Alegrense.
Au moment de sa retraite, interrogé sur son successeur, le roi Pelé avait désigné Paulo César. C'est dire la valeur de ce joueur qui a commencé sa carrière en sélection nationale à 18 ans et a disputé comme remplaçant plusieurs rencontres au sein de la grande équipe du Brésil de 1970 lors du Mondial mexicain. Un talent qu'il n'a pas toujours confirmé au plus haut niveau en raison d'un caractère un peu fantasque.
Paulo César effectue la saison 1974-1975 en France avec l'Olympique de Marseille en compagnie de son compatriote Jairzinho. Et après un retour au Brésil il retournera finalement en France dans le club d'Aix. En raison de son addiction à la drogue et à l'alcool qui a commencé lors de sa carrière en France, il révèle en 2015 avoir vendu sa médaille de champion du monde et la réplique du trophée pour acheter de la cocaïne. 
Il est fait Chevalier de la Légion d'honneur à la suite de la visite de François Hollande à Rio de Janeiro.

### En équipe nationale
Il joue avec l’équipe du Brésil lors de la coupe du monde 1970 puis lors de la coupe du monde 1974.

## Carrière
- 1966-1967-Atlético Junior - Colombia
- 1967-1972 : Botafogo FR  Brésil
- 1972-1974 : CR Flamengo  Brésil
- 1974-1975 : Olympique de Marseille  France
- 1975-1977 : Fluminense FC  Brésil
- 1977-1978 : Botafogo FR  Brésil
- 1978-1979 : Grêmio Porto Alegre  Brésil
- 1980 : CR Vasco da Gama  Brésil
- 1981 : SC Corinthians  Brésil
- 1983 : AS Aix-en-Provence  France
- 1983 : Grêmio Porto Alegre  Brésil[2]

## Palmarès

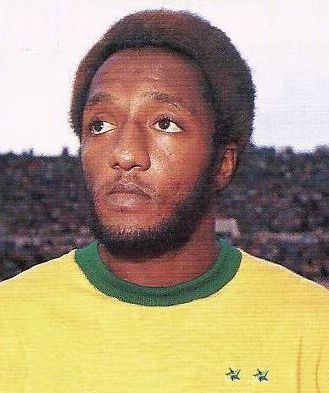
Paulo César en 1970.

- Vainqueur de la Coupe du monde 1970 avec l’équipe du Brésil
- Vainqueur de la Copa Roca en 1971 avec l’équipe du Brésil
- Champion de l'État de Rio de Janeiro en 1967,1968 et 1972 avec Botafogo
- Champion de l'État de Rio de Janeiro en 1975 et 1976 avec Fluminense
- Vainqueur de la Coupe du Brésil en 1968 avec Botafogo
- Champion de l'État du Rio Grande do Sul en 1979 avec le Grêmio Foot-Ball Porto Alegrense
- Vainqueur de la Coupe intercontinentale en 1983 avec le Grêmio Foot-Ball Porto Alegrense

## Source
- Marc Barreaud, Dictionnaire des footballeurs étrangers du championnat professionnel français (1932-1997), L'Harmattan, 1997.